# Campeonato Mundial de Natação em Piscina Curta de 2016 - 4x50 m medley misto
A prova dos 4x50 metros medley misto do  Campeonato Mundial de Natação em Piscina Curta de 2016 foi disputado no dia 8 de dezembro no Centro WFCU em Windsor, Canadá.

## Recordes
Antes desta competição, os recordes mundiais e do campeonato nesta prova eram os seguintes:
|                       | Nome                                                                                                 | Nacionalidade | Tempo   | Local   | Data                   |
| --------------------- | --- | ------------- | ------- | ------- | ---------------------- |
| Recorde mundial       | Eugene Godsoe (22,88) Kevin Cordes (25,40) Claire Donahue (25,28) Simone Manuel (23,61)              | Reino Unido   | 1:37.17 | Glasgow | 21 de dezembro de 2013 |
| Recorde do campeonato | Etiene Medeiros (25,83) Felipe França Silva (25,45) Nicholas Santos (21,81) Larissa Oliveira (24,17) | Brasil        | 1:37.26 | Doha    | 4 de dezembro de 2014  |

Os seguintes recordes mundiais ou olímpicos foram estabelecidos durante esta competição: 
| Data          | Evento | Nome                                                                                  | Nacionalidade  | Tempo   | Notas                 |
| ------------- | ------ | ------------------------------------------------------------------------------------- | -------------- | ------- | --------------------- |
| 8 de dezembro | Final  | Tom Shields (23,45) Lilly King (28,74) Kelsi Worrell (24,59) Michael Chadwick (20,44) | Estados Unidos | 1:37.22 | Recorde do campeonato |

## Medalhistas
| Ouro                                                                         | Prata                                                                       | Bronze                                                             |
| Estados Unidos · Tom Shields · Lilly King · Kelsi Worrell · Michael Chadwick | Brasil · Etiene Medeiros · Felipe Lima · Nicholas Santos · Larissa Oliveira | Japão · Junya Koga · Yoshiki Yamanaka · Rikako Ikee · Sayuki Ouchi |

*Participaram apenas das eliminatórias, mas também receberam medalhas.

## Resultados

### Eliminatórias
As eliminatórias ocorreram dia 8 de dezembro. 34 nacionalidades participaram da competição. 
| Colocação | Bateria | Raia | Nacionalidade        | Nome | Tempo     | Notas |
| --------- | ------- | ---- | -------------------- | --- | --------- | ----- |
| 1.        | 2       | 3    | Estados Unidos       | Alexandra DeLoof (26,18) Cody Miller (25,82) Matthew Josa (22,71) Mallory Comerford (24,11)                                   | 1:38,82   | Q     |
| 2.        | 3       | 9    | Rússia               | Grigorij Tarasewicz (23,73) Kiriłł Prigoda (25,75) Swietłana Czimrowa (25,79) Rozalija Nasrietdinowa (24,09)                  | 1:39,36   | Q     |
| 3.        | 3       | 5    | Brasil               | Etiene Medeiros (26,18) Felipe Lima (25,70) Nicholas Santos (22,57) Larissa Oliveira (25,07)                                  | 1:39,52   | Q     |
| 4.        | 3       | 3    | Canadá               | Javier Acevedo (24,01) Richard Funk (26,38) Katerine Savard (25,63) Michelle Williams (23,61)                                 | 1:39,63   | Q     |
| 5.        | 4       | 3    | Itália               | Silvia Scalia (27,34) Fabio Scozzoli (26,14) Silvia Di Pietro (25,21) Luca Dotto (21,48)                                      | 1:40,17   | Q     |
| 6.        | 4       | 0    | China                | Xu Jiayu (23,62) Li Xiang (26,40) Zhang Yufei (25,71) Tang Yuting (24,53)                                                     | 1:40,26   | Q     |
| 7.        | 2       | 6    | Japão                | Emi Moronuki (27,08) Yoshiki Yamanaka (26,48) Takeshi Kawamoto (22,38) Sayuki Ouchi (24,53)                                   | 1:40,47   | Q     |
| 8.        | 1       | 6    | Suécia               | Jesper Björk (24,27) Johannes Skagius (25,95) Sara Junevik (25,60) Ida Lindborg (24,67)                                       | 1:40,49   | Q     |
| 9.        | 1       | 5    | Bielorrússia         | Alaksandra Hierasimienia (26,87) Ilja Szymanowicz (26,76) Jauhien Curkin (22,71) Julija Chitra (24,18)                        | 1:40,52   |       |
| 10.       | 3       | 4    | Finlândia            | Fanny Teijonsalo (28,02) Jenna Laukkanen (29,65) Riku Pöytäkivi (22,85) Ari-Pekka Liukkonen (21,01)                           | 1:41,53   |       |
| 11.       | 1       | 4    | Chéquia              | Tomáš Franta (24,37) Petr Bartůněk (26,85) Lucie Svěcená (25,86) Barbora Seemanová (24,92)                                    | 1:42,00   |       |
| 12.       | 2       | 5    | França               | Thomas Avetand (24,45) Solene Gallego (30,90) Yonel Govindin (23,89) Anna Santamans (23,71)                                   | 1:42,95   |       |
| 13.       | 2       | 1    | África do Sul        | Mariella Venter (28,35) Giulio Zorzi (25,74) Alard Basson (24,39) Tayla Lovemore (24,88)                                      | 1:43,36   |       |
| 14.       | 4       | 5    | Suíça                | Jérémy Desplanches (25,42) Martin Schweizer (26,57) Martina van Berkel (27,55) Maria Ugolkova (24,22)                         | 1:43,76   |       |
| 15.       | 4       | 1    | Letônia              | Kristina Steina (28,46) Nikolajs Maskaļenko (26,40) Gabriela Ņikitina (26,96) Uvis Kalniņš (21,97)                            | 1:43,79   |       |
| 16.       | 3       | 6    | Islândia             | David Adalsteinsson (25,15) Hrafnhildur Lúthersdóttir (30,00) Bryndis Hansen (26,17) Aron Örn Stefánsson (22,52)              | 1:43,84   |       |
| 17.       | 4       | 8    | Argentina            | Gaston Hernandez (24,97) Macarena Ceballos (30,88) Marcos Barale (23,54) Andrea Berrino (24,61)                               | 1:44,00   |       |
| 18.       | 3       | 7    | Hong Kong            | Wong Toto Kwan To (27,96) Wong Chun Yan (27,75) Sze Hang Yu (26,19) Cheung Kin Tat Kent (22,11)                               | 1:44,01   |       |
| 19.       | 1       | 3    | Paraguai             | Charles Hockin (24,15) Renato Prono (26,34) Nicole Rautemberg (28,12) Karen Riveros (25,94)                                   | 1:44,55   |       |
| 20.       | 2       | 9    | Eslováquia           | Karolina Hajkova (28,97) Marek Botik (26,70) Barbora Mišendová (26,96) Vladimír Štefánik (22,50)                              | 1:45,13   |       |
| 21.       | 3       | 2    | Singapura            | Francis Fong (25,88) Lionel Khoo (27,21) Marina Chan (27,02) Amanda Lim (25,59)                                               | 1:45,70   |       |
| 22.       | 3       | 1    | Macau                | Ngou Pok Man (26,29) Chao Man Hou (26,86) Tan Chi Yan (29,09) Lei On Kei (26,25)                                              | 1:48,49   |       |
| 23.       | 2       | 2    | Zâmbia               | Jade Howard (30,08) Alex Axiotis (29,32) Ralph Goveia (24,20) Tilka Paljk (26,41)                                             | 1:50,01   |       |
| 24.       | 2       | 7    | Quênia               | Steven Maina (27,47) Rebecca Kamau (32,60) Issa Mohamed (25,10) Sylvia Brunlehner (26,00)                                     | 1:51,17   |       |
| 25.       | 4       | 6    | Seicheles            | Alexus Laird (29,94) Samuele Rossi (30,04) Felicity Passon (27,47) Dean Hoffman (24,06)                                       | 1:51,51   |       |
| 26.       | 3       | 8    | Panamá               | Hernan Gonzalez Medina (26,62) Jeancarlo Calderon Harper (30,57) Ireyra Tamayo Periñan (29,32) Catharine Cooper Gomez (26,40) | 1:52,91   |       |
| 27.       | 3       | 0    | República Dominicana | Jhonny Perez (27,37) Marc Rojas (29,15) Mariel Mencia (29,92) Arianna Sanna (26,60)                                           | 1:53,04   |       |
| 28.       | 4       | 9    | Angola               | João Matias (27,14) Pedro Pinotes (29,32) Ana Nóbrega (29,12) Yara Lima (27,96)                                               | 1:53,34   |       |
| 29.       | 4       | 2    | Honduras             | Maeform Borriello (30,70) Marco Flores (30,38) George Jabbour (25,58) Sara Pastrana (27,11)                                   | 1:53,77   |       |
| 30.       | 4       | 4    | Curaçau              | Adrian Hoek (27,42) Rainier Rafaela (29,51) Chade Nersicio (29,07) Tiareth Cijntje (27,99)                                    | 1:53,99   |       |
| 31.       | 2       | 4    | Albânia              | Kennet Libohova (29,35) Deni Baholli (30,67) Diana Basho (33,36) Alesia Neziri (29,45)                                        | 2:02,83   |       |
| 32. !     | 2       | 0    | Fiji                 | | 9:99,99 ! | DNS   |
| 32. !     | 2       | 8    | Hungria              | | 9:99,99 ! | DNS   |
| 32. !     | 4       | 7    | Venezuela            | | 9:99,99 ! | DNS   |

### Final
A final teve sua disputa realizada em 8 de dezembro. 
| Colocação         | Raia | Nome           | Nacionalidade                                                                                             | Tempo     | Notas                 |
| ----------------- | ---- | -------------- | --- | --------- | --------------------- |
| Medalha de ouro   | 4    | Estados Unidos | Tom Shields (23,45) Lilly King (28,74) Kelsi Worrell (24,59) Michael Chadwick (20,44)                     | 1:37,22   | Recorde do campeonato |
| Medalha de prata  | 3    | Brasil         | Etiene Medeiros (25,93) Felipe Lima (25,46) Nicholas Santos (21,93) Larissa Oliveira (24,42)              | 1:37,74   |                       |
| Medalha de bronze | 1    | Japão          | Junya Koga (22,74) Yoshiki Yamanaka (26,48) Rikako Ikee (24,89) Sayuki Ouchi (24,34)                      | 1:38,45   |                       |
| 4.                | 7    | China          | Xu Jiayu (23,35) Yan Zibei (26,13) Zhang Yufei (25,51) Zhu Menghui (23,94)                                | 1:38,93   |                       |
| 5.                | 6    | Canadá         | Javier Acevedo (23,58) Richard Funk (26,31) Katerine Savard (25,42) Michelle Williams (23,67)             | 1:38,98   |                       |
| 6.                | 5    | Rússia         | Andriej Szabasow (23,61) Kiriłł Prigoda (25,63) Swietłana Czimrowa (25,80) Rozalija Nasrietdinowa (24,07) | 1:39,11   |                       |
| 7.                | 8    | Suécia         | Jesper Björk (24,41) Johannes Skagius (25,69) Sara Junevik (25,78) Ida Lindborg (24,63)                   | 1:40,51   |                       |
| 8. !              | 2    | Itália         | Silvia Scalia (27,31) Fabio Scozzoli (25,63) Silvia Di Pietro (25,05) Luca Dotto (DSQ)                    | 9:99,99 ! | DSQ                   |

Legenda
| Recorde mundial       | Recorde mundial (World record)               |                       | Recorde africano                      | Recorde africano (African) |                                           | Q | Classificado por posição (Qualified) |
| Recorde do campeonato | Recorde do campeonato (Championship record)  | Recorde da América    | Recorde da América (Americas)         | q                          | Classificado por melhor tempo (Qualified) |   |                                      |
| Melhor marca do ano   | Melhor marca do ano (World leading)          | Recorde asiático      | Recorde asiático (Asian)              | DNS                        | Não largou (Did not start)                |   |                                      |
| Recorde nacional      | Recorde nacional (National record)           | Recorde europeu       | Recorde europeu (European)            | DNF                        | Não terminou (Did not finish)             |   |                                      |
| Recorde pessoal       | Recorde pessoal do atleta (Personal best)    | Recorde da Oceania    | Recorde da Oceania (Oceania)          | DSQ / DQ                   | Desclassificado (Disqualified)            |   |                                      |
| Recorde da temporada  | Recorde da temporada do atleta (Season best) | Recorde sul-americano | Recorde sul-americano (South America) | NM                         | Sem marca (No mark)                       |   |                                      |